# Liédson
Liédson da Silva Muniz noto semplicemente come Liédson (Cairu, 17 dicembre 1977) è un ex calciatore brasiliano naturalizzato portoghese, di ruolo attaccante.
Soprannominato Levezinho ("leggerino") per il fisico esile, è primatista di gol (25) con lo Sporting Lisbona nelle competizioni UEFA per club.

## Carriera

### Club
Punta rapida e dal grande senso del gol, dopo alcune esperienze in patria, in cui giocò anche con Flamengo e Corinthians, arrivò allo Sporting Lisbona nel 2003. Nella stagione 2004-2005 si laureò capocannoniere della Primeira Liga con 25 gol. Nella stagione 2005-2006 si piazzò secondo nella classifica dei marcatori con 15 reti in 31 incontri (28 dei quali li giocò interamente) in 2 899 minuti giocati. Fu ancora capocannoniere della Superliga nella stagione 2006-2007.
Il 31 gennaio 2011 lo Sporting Lisbona con un comunicato ufficiale sul proprio sito comunicò di aver ceduto Liédson a titolo definitivo ai brasiliani del Corinthians, con effetto dal 7 febbraio 2011. Con il club paulista si laureò campione nazionale il 4 dicembre successivo in virtù dello 0-0 con il Palmeiras. Liedson realizzò 12 gol in 28 presenze di campionato.
Il 3 agosto 2012, rimasto svincolato, fu ingaggiato dal Flamengo firmando un contratto annuale. Il 10 ottobre 2012 segnò il primo gol contro l'Atlético Goianiense.
Il 24 gennaio 2013 passò in prestito di sei mesi al Porto, facendo dunque ritorno in Portogallo. Malgrado lo scarso impiego (6 presenze senza gol), alla 29ª giornata, contro il Benfica, Liédson fu decisivo fornendo a Kelvin l'assist per il gol del definitivo 2-1 per il Porto, realizzato nel finale di partita. Il successo consentì di superare il Benfica in vetta alla graduatoria. Nel turno seguente, l'ultimo di campionato, il Porto conservò il punto di vantaggio sul Benfica, vincendo il titolo.

### Nazionale
Dopo aver espresso il desiderio di giocare nella nazionale portoghese, non essendo mai stato convocato nella nazionale brasiliana, esordì il 6 settembre 2009 e con un colpo di testa nei minuti finali di gara diede il pareggio nella sfida di qualificazione al campionato del mondo 2010 tra i lusitani e la Danimarca. Convocato per il campionato del mondo di Sudafrica 2010, segnò un gol contro la Corea del Nord, nella partita vinta per 7-0 dai suoi.

## Statistiche

### Cronologia presenze e reti in nazionale
| Cronologia completa delle presenze e delle reti in nazionale ― Portogallo | Cronologia completa delle presenze e delle reti in nazionale ― Portogallo | Cronologia completa delle presenze e delle reti in nazionale ― Portogallo | Cronologia completa delle presenze e delle reti in nazionale ― Portogallo | Cronologia completa delle presenze e delle reti in nazionale ― Portogallo | Cronologia completa delle presenze e delle reti in nazionale ― Portogallo | Cronologia completa delle presenze e delle reti in nazionale ― Portogallo | Cronologia completa delle presenze e delle reti in nazionale ― Portogallo |
| Data                                                                      | Città                                                                     | In casa                                                                   | Risultato                                                                 | Ospiti                                                                    | Competizione                                                              | Reti                                                                      | Note                                                                      |
| ------------------------------------------------------------------------- | ------------------------------------------------------------------------- | ------------------------------------------------------------------------- | ------------------------------------------------------------------------- | ------------------------------------------------------------------------- | ------------------------------------------------------------------------- | ------------------------------------------------------------------------- | ------------------------------------------------------------------------- |
| 5-9-2009                                                                  | Copenaghen                                                                | Danimarca                                                                 | 1 – 1                                                                     | Portogallo                                                                | Qual. Mondiali 2010                                                       | 1                                                                         | 46’                                                                       |
| 9-9-2009                                                                  | Budapest                                                                  | Ungheria                                                                  | 0 – 1                                                                     | Portogallo                                                                | Qual. Mondiali 2010                                                       | -                                                                         | 82’                                                                       |
| 10-10-2009                                                                | Lisbona                                                                   | Portogallo                                                                | 3 – 0                                                                     | Ungheria                                                                  | Qual. Mondiali 2010                                                       | 1                                                                         | 83’                                                                       |
| 14-10-2009                                                                | Guimarães                                                                 | Portogallo                                                                | 4 – 0                                                                     | Malta                                                                     | Qual. Mondiali 2010                                                       | -                                                                         |                                                                           |
| 14-11-2009                                                                | Lisbona                                                                   | Portogallo                                                                | 1 – 0                                                                     | Bosnia ed Erzegovina                                                      | Qual. Mondiali 2010                                                       | -                                                                         |                                                                           |
| 18-11-2009                                                                | Zenica                                                                    | Bosnia ed Erzegovina                                                      | 0 – 1                                                                     | Portogallo                                                                | Qual. Mondiali 2010                                                       | -                                                                         | 90’                                                                       |
| 3-3-2010                                                                  | Coimbra                                                                   | Portogallo                                                                | 2 – 0                                                                     | Cina                                                                      | Amichevole                                                                | 1                                                                         | 46’                                                                       |
| 24-5-2010                                                                 | Covilhã                                                                   | Portogallo                                                                | 0 – 0                                                                     | Capo Verde                                                                | Amichevole                                                                | -                                                                         | 46’                                                                       |
| 1-6-2010                                                                  | Covilhã                                                                   | Portogallo                                                                | 3 – 1                                                                     | Camerun                                                                   | Amichevole                                                                | -                                                                         | 46’                                                                       |
| 8-6-2010                                                                  | Johannesburg                                                              | Mozambico                                                                 | 0 – 3                                                                     | Portogallo                                                                | Amichevole                                                                | -                                                                         | 46’                                                                       |
| 15-6-2010                                                                 | Port Elizabeth                                                            | Costa d'Avorio                                                            | 0 – 0                                                                     | Portogallo                                                                | Mondiali 2010 - 1º turno                                                  | -                                                                         |                                                                           |
| 21-6-2010                                                                 | Città del Capo                                                            | Portogallo                                                                | 7 – 0                                                                     | Corea del Nord                                                            | Mondiali 2010 - 1º turno                                                  | 1                                                                         |                                                                           |
| 25-6-2010                                                                 | Durban                                                                    | Portogallo                                                                | 0 – 0                                                                     | Brasile                                                                   | Mondiali 2010 - 1º turno                                                  | -                                                                         | 77’                                                                       |
| 29-6-2010                                                                 | Città del Capo                                                            | Spagna                                                                    | 1 – 0                                                                     | Portogallo                                                                | Mondiali 2010 - Ottavi di finale                                          | -                                                                         | 72’                                                                       |
| 3-9-2010                                                                  | Guimarães                                                                 | Portogallo                                                                | 4 – 4                                                                     | Cipro                                                                     | Qual. Euro 2012                                                           | -                                                                         | 61’                                                                       |
| 7-9-2010                                                                  | Oslo                                                                      | Norvegia                                                                  | 1 – 0                                                                     | Portogallo                                                                | Qual. Euro 2012                                                           | -                                                                         | 84’                                                                       |
| Totale                                                                    |                                                                           | Presenze                                                                  | 16                                                                        |                                                                           | Reti                                                                      | 4                                                                         |                                                                           |

## Palmarès

### Club

#### Competizioni nazionali
- Coppa del Portogallo: 2

Sporting Lisbona: 2006-2007, 2007-2008
- Supercoppa di Portogallo: 2

Sporting Lisbona: 2007, 2008
- Campionato brasiliano: 1

Corinthians: 2011

#### Competizioni internazionali
- Coppa Libertadores: 1

Corinthians: 2012

### Individuale
- Capocannoniere della Primeira Liga: 2

2004-2005 (25 gol), 2006-2007 (15 gol)
- Capocannoniere della coppa di Portogallo: 1

2006-2007 (6 gol)